# ジョージ・バーシャー

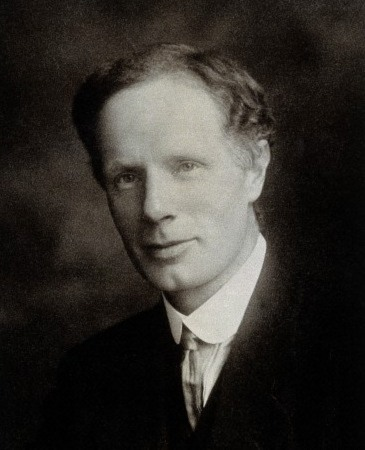
George Barger

ジョージ・バーシャー（George Barger、1878年4月4日 - 1939年1月5日）は、イギリスの化学者、王立協会フェロー。

## 経歴
イギリスのマンチェスターで産まれる。母親はイギリス人、父親はオランダ人であった。デン・ハーグ高校と、ケンブリッジ大学のキングス・カレッジで教育を受ける。彼の主な業績はアルカロイドと、生物学的に重要な単純な窒素化合物の研究である。バーシャーは麦角の生物活性を引き起こす化合物の1つとしてチラミンを同定した。チロキシンとビタミンB1の合成にも重要な貢献をした。
1919年5月に王立協会フェローに選出され、1938年には同協会からデービー・メダルを受賞する。 1937年コテニウス・メダル受賞。
1935年の第15回国際生理学会で演説し、主催者のイヴァン・パヴロフのことを「国際生理学会の王子」と呼んだ。この演説は、英語・フランス語・ドイツ語・イタリア語・スウェーデン語・スペイン語・ロシア語と1人で7カ国語を次々に切り替えて行われた。
1904年に結婚し、2人の息子と1人の娘をもうけた。スイスのアエシにて死去。
- 1903年-1909年 ケンブリッジ大学キングズカレッジ、フェロー
- 1909年-1913年 ロンドン大学ゴールドスミス・カレッジ、化学科長
- 1913年-1914年 ロンドン大学ロイヤル・ホロウェイ、化学教授
- 1919年-1937年 エディンバラ大学、医化学教授[訳語疑問点]
- 1938年-1939年 グラスゴー大学、Regius professor of chemistry[訳語疑問点]